# Ute Vogt
Ute Vogt (Heidelberg, 3 de outubro de 1964) é uma política alemã, filiada ao SPD.

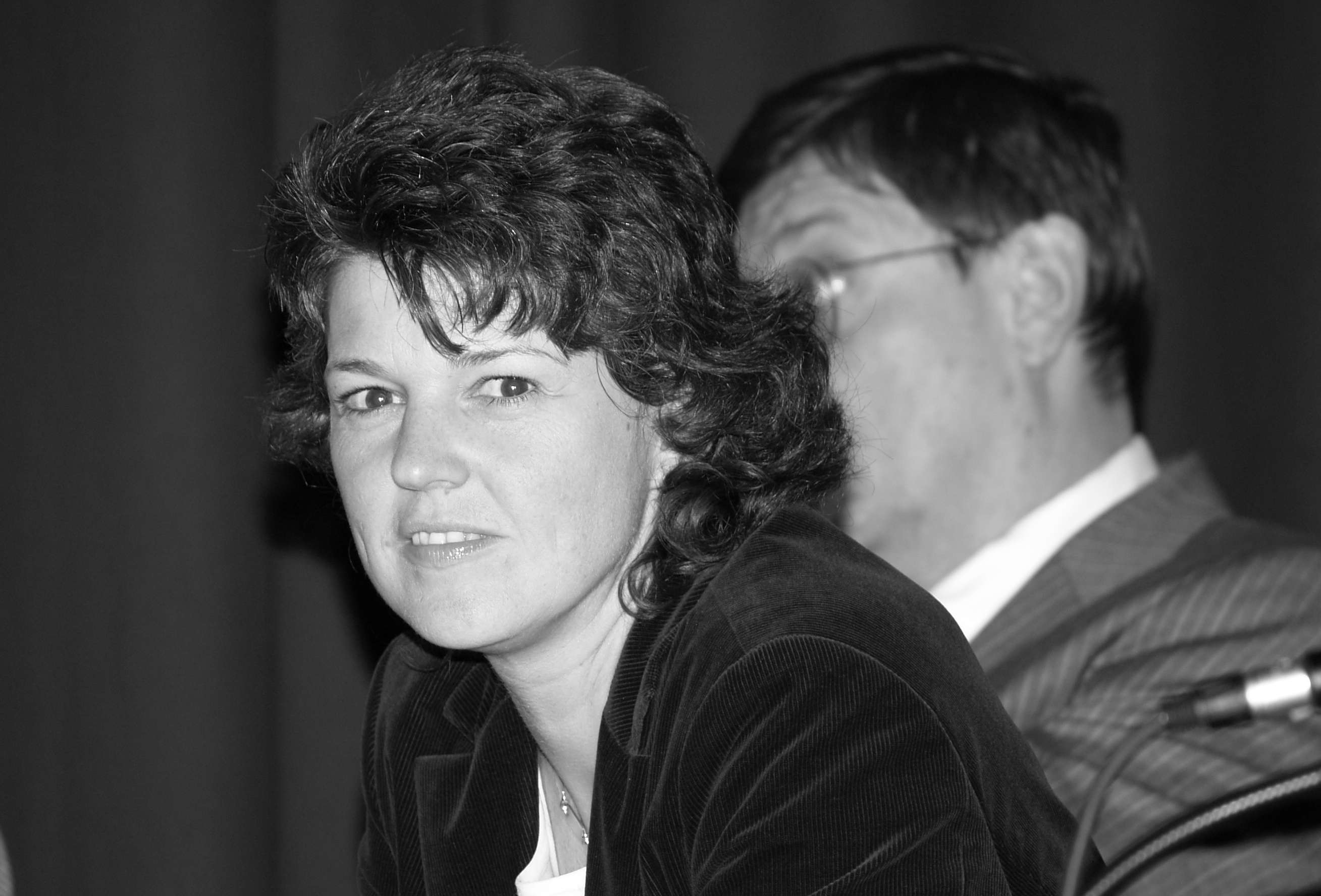
Ute Vogt na Conferência do SPD a 10 de Outubro de 2006, em Schorndorf

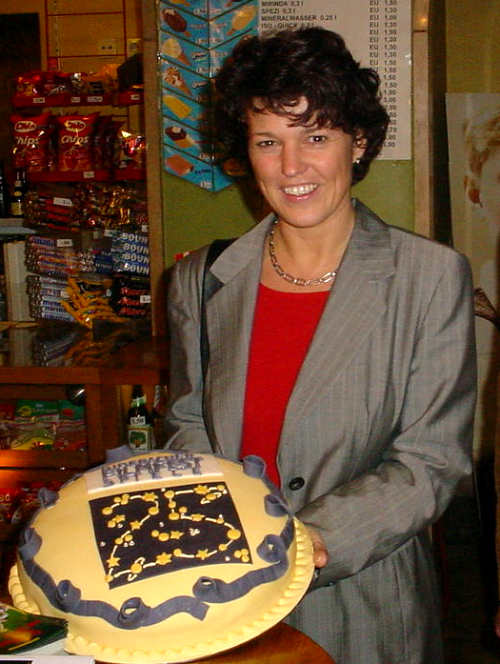

De 1989 a 1994 foi membro do conselho da cidade de Wiesloch.

## Gabinetes
- Segundo Gabinete Schröder

## Publicações
- Eva Rühmkorf, Ute Vogt: „Wir sind die Besseren.“ Starke Frauen und Politik. Deutsche Verlags-Anstalt, Stuttgart u. a. 2002, ISBN 3-421-05606-4.
- Ute Vogt: Nichts genaues weiß man nicht – Politikberatung aus den Erfahrungen der Praxis. in: Steffen Dagger, Christoph Greiner, Kirsten Leinert, Nadine Meliß, Anne Menzel (Hrsg.): Politikberatung in Deutschland. Praxis und Perspektiven. VS, Verlag für Sozialwissenschaften, Wiesbaden 2004, ISBN 3-531-14464-2, S. 30–36.
- Stephan Braun, Ute Vogt (Hrsg.): Die Wochenzeitung „Junge Freiheit.“ Kritische Analysen zu Programmatik, Inhalten, Autoren und Kunden. VS, Verlag für Sozialwissenschaften, Wiesbaden 2007, ISBN 978-3-531-15421-3 (Rezensionen: Kampf ums Image.[ligação inativa] In: taz, vom 11. August 2007; Ideologie aus dem Nichts. In: Jungle World, vom 23. August 2007).